# José Luis Massera
José Luis Massera (Gènova, 1915 - Montevideo, 2002) fou un enginyer i matemàtic uruguaià, conegut pel teorema que porta el seu nom, que resol el problema de l'estabilitat de l'equilibri en les equacions diferencials no lineals en termes de la funció de Lyapunov.
Massera va néixer a Itàlia, fill de pares uruguaians momentàniament de pas per Europa. Com a tal va ser apuntat al consolat de l'Uruguai a Gènova, essent per aquest motiu ciutadà uruguaià. A la facultat d'Enginyeria de la Universitat de la República de Montevideo es va graduar com a enginyer industrial.
El 1971 Massera va ser elegit senador. No obstant això, després del cop d'estat de 1973, va ser arrestat pels militars el 22 d'octubre de 1975 i condemnat a vint-i-quatre anys de presó. El 1984, però, recuperà la llibertat.
Va rebre els títols de doctor honoris causa de les universitats La Sapienza (Roma), Humboldt (Berlín), de Niça, de Puebla, de Quito, Tècnica de Budapest, San Andrés (Bolívia), L'Havana, UFRJ (Rio de Janeiro), i de la Universitat de la República (Uruguai).

## Obra
- Massera, J. L. (1949) «On Liapounoff's conditions of stability» Ann. de Matem. Vol. 2. n.º 50. pàgs. 705-721.
- Massera, J. L. (1956) «Contributions to stability theory» Ann. de Matem. Vol. 2. n.º 64. pàgs. 182-206.
- Massera, J. L. (1958) «Linear differential equations and functional analysis» Ann. de Matem. Vol. 2. n.º 67. pàgs. 517-573.
- Massera, J. L. (1960) «Converse theorems of Lyapunov’s second method» Bol. Soc. Mat. Mexicana. Vol. 2. n.º 5. pàgs. 58-163.
- Massera, J. L. i Schäffer, J. J. (1966). Linear differential equations and function spaces. Nova York i Londres: Academic Press. ISBN 0-12-478650-2.